# (6721) 1990 VY6
(6721) 1990 VY6 là một tiểu hành tinh vành đai chính. Nó được phát hiện bởi Takeshi Urata ở Đài thiên văn Nihondaira ở Shimizu, Shizuoka, Nhật Bản, ngày 10 tháng 11 năm 1990.